# Sarnburg
Die Sarnburg, auch Samburg oder Saumburg genannt, ist eine abgegangene Höhenburg auf dem Gelände des heutigen Wild- und Freizeitpark Westerwald südlich von Gackenbach im Westerwaldkreis in Rheinland-Pfalz. Als Relikte wurden noch vor 80 Jahren Grundsteinreste auf einem Plateau im Wald gefunden, die dann für den Wegebau genutzt wurden.
Die Sarnburg ist eng verbunden mit der Sage von Ritter Gacho, einem Gefolgsmann Karls des Großen, der hier mit seiner Frau Nelda und seinen Kindern gelebt haben soll. Die Sarnburg dürfte zu den frühesten Burgen im Westerwald gehören. Die Sage ist im Jahrbuch 1969 der katholischen Diözese Limburg dokumentiert.